# 東京ディズニーシーのアトモスフィアの一覧
東京ディズニーシーのアトモスフィアの一覧（とうきょうディズニーシーのアトモスフィアのいちらん）では、東京ディズニーシーで催されている（あるいは催されていた）アトモスフィアを列挙する。
なお、東京ディズニーランドも含めた東京ディズニーリゾート全体に於けるアトモスフィアに関する一般（共通）事項については、東京ディズニーランドのアトモスフィアの一覧を参照。

## 出演エリア別
各エリア内は五十音順に記述した。

### エントランス、メディテレーニアンハーバー

#### 東京ディズニーシー・マリタイムバンド
イタリア海軍礼装風の白い衣装を着たマーチングバンド。ディズニーソング以外にビッグバンドジャズナンバーも演奏する。
2006年には三銃士(Mickey, Donald, Goofy: The Three Musketeers)のコスチュームを着たミッキーマウス、ドナルドダック、グーフィーと共演したこともあった。
季節のイベントに関連した衣装で演奏することも多い。
スペシャルイベントのショーに出演することもある。

##### 出演したスペシャルショー
- プリマヴェーラ
- ホリデーグリーティング・フロム・セブンポート
- イースター・イン・ニューヨーク
- チップとデールのスケルトンフィエスタ
- ホリデーグリーティング・フロム・セブンポート(2014)

### ポートディスカバリー

#### タイムトラベラーバンド
タイムマシンに乗って現代にやって来た"時間を旅するミュージシャン"。楽器構成は、トロンボーン×2、トランペット×2、サックス、スーザフォン、ドラムスの計7人。キャプテン、パイロット、ベテラン、タイムナビゲーター、ルーキーなど、7人それぞれに役職と、個別の名前がある。
演奏する曲目はディズニーソングは勿論のこと、ビートルズの名曲やラテンアレンジのクラシック曲など。また、ゲスト（観客）のリクエストしたディズニー映画の代表曲を即興で演奏してくれる。
TDS開業10周年アニバーサリーイベント期間中は、チップ、デールと共演することもあった。

### アラビアンコースト

#### トレッキング・ミュージシャンズ
各地でコンサートをしながら冒険の旅を続けるバンド。トランペット、トロンボーン、サクソフォーン、スーザフォン、ドラムの5人編成。
TDS開業10周年アニバーサリーイベント期間中は、ジーニーと共演することもあった。

## 終了したアトモスフィア

### メディテレーニアンハーバー

#### アッボンダンツァ
開園当時から行われていたアトモスフィア。メディア・デラルテと呼ばれる即興演劇をアクロバット、奇術、軽業などを交えながら演じていた。

#### アルケミスト
開園当時から行われていたアトモスフィア。中世化学者風の衣装を着た手品師。マゼランズ店内および入口周辺で手品を披露していた。

#### イタリアンフラッグ・スクワッド
開園当時から行われていたアトモスフィア。16世紀イタリアの儀仗兵のコスチュームを身にまとい、ドラム演奏と共に大きな旗を振ったり投げるフラッグショーを行っていた。
三銃士(Mickey, Donald, Goofy: The Three Musketeers)のコスチュームを着たミッキーマウス、ドナルドダック、グーフィーと共演することもあった。

#### カンタンティ・ポエーティチ
中世風の服装をした、緑色のドレスの女性と、吟遊詩人の男の2人組。マゼランズ店内および入口周辺でリュートなどを伴奏に唄を歌う。コメディ風の展開もある。

#### メイヤー・オブ・ポルトパラディーゾ
シルクハット、燕尾服の服装にMAYOR OF PORTO PARADISOと刺繍された襷をかけていた。取り立てて芸を繰り広げるわけではなく、ポルト・パラディーゾを訪れるゲストに挨拶を行っていた。

#### メイヤー・オブ・ポルトパラディーゾ＆フォトグラファー
開園当時から行われていたアトモスフィア。前述のメイヤー・オブ・ポルトパラディーゾと大きな三脚付きカメラをかついだ専属カメラマンのコンビが寸劇やゲストとの写真撮影を行う。

#### シンギング・ゴンドリエ
開園当時から行われていたアトモスフィア。ゴンドリエの衣装を着たシンガーとアコーディオン奏者。カンツォーネなどを歌っていた。

#### トリオ・メロディーア （Trio Melodia）
3人組による楽器演奏。楽器構成は、ギター、クラリネット、アコーディオン、ヴァイオリンから3人の組み合わせになる。
組み合わせ
- メロディーを担当するパート:ヴァイオリン、クラリネット、アコーディオン
- 伴奏を担当するパート:アコーディオン、ギター

となっているため以下の組み合わせで演奏される。
- ヴァイオリン、ギター、ギター
- クラリネット、ギター、ギター
- アコーディオン、ギター、ギター
- ヴァイオリン、アコーディオン、ギター
- クラリネット、アコーディオン、ギター
- ヴァイオリン、クラリネット、ギター

なお、上記以外の組み合わせ（ヴァイオリン、アコーディオン、クラリネット）の構成で、ディズニーファン誌に写真が載ったことがある。
『熊蜂の飛行』、『トプシー・ターヴィー』（ディズニー映画『ノートルダムの鐘』劇中歌）などをよく演奏する。また、イベント期間中には、そのイベントにちなんだ曲を演奏する。
- 2006年7月から2008年3月の間、ミート&スマイルに出演していたことがある。
- 2008年『ニューイヤーズ・イヴ・セレブレーション 2009』では、アメリカンウォーターフロント内ドックサイドステージにおいて6人メンバー全員が出演。25thテーマソング等、数多くの曲を演奏した。
- 2009年『東京ディズニーシー・スプリングカーニバル 2009』のイベントポスターには、キャラクターやダンサーに混じって、メンバーの数名も写っている。
- 2009年『ディズニー・ハロウィーン』のイベントCM映像に、メンバーの数名も映っている。
- 2011年11月29日をもって公演終了

#### バッカニア・ブリガンズ
開園当時から行われていたアトモスフィア。着飾った海賊の2人組。スペイン出身のグランペー(青)とその友人エスティバン(黄)と名乗っている。正義の海賊で、人を傷つけないことを信条としている。レイピアなどを使った寸劇を行った。マゼランズ店内でも公演を行っていた。

#### リビング・スタチューズ
開園当時から行われていたアトモスフィア。ローマ彫刻と見紛う扮装の動かないパフォーマンス。ほとんど動かないが写真を撮ろうとすると動きだす。

### アメリカンウォーターフロント

#### キッチンビート
2004年春より公演開始。S.S.コロンビア・ダイニングルームからやって来た鉄人シェフ、スーシェフ、見習いの3人組。スチール製のドラム缶に鍋やフライパンを叩いてセッションを行う。コックコートのネームおよび自己紹介に拠ると名前は、鉄人シェフ:ドンペルノ、スーシェフ:スパイス、見習い:シュガー。
レストラン櫻の板前に扮したドナルドダックと共演することもある。2017年3月31日をもって終了。

#### キャプテン・サンディ
ケープコッドの引退した漁船船長。ゴム長靴を履いており、ギターを弾き語りする。楽器はマンドリンだったり、異なる場合もある。

#### ケープコッド・ステップアウト
正式名称不明。スケジュールに掲載されているステージショーとは別に、特設水上ステージや、クックオフ店内にてアイリッシュ音楽を演奏や歌が歌われる。イリアン・パイプスなどが用いられることもある。

#### ケープコッド・トリオ
2003年より公演が始まった。「ケープコッド・クックオフ」にも出演。3人組がアメリカ民謡などを演奏する。演奏楽器は、ウッドベース、ギター、バンジョーである場合が多いが、これ以外の楽器を演奏するトリオが出演することもある。

#### ジャグリング・フィッシャーマン
2003年より公演が始まった。ファニーフィッシャーマンの船の船員で、いなくなった船長を探している。得意のジャグリングで人目を引いて、情報を得ようとしている。

#### ジャズ&トニック
東京ディズニーシー5周年のアトモスフィア。テディ・ルーズヴェルト・ラウンジ店内にてジャズを演奏する。構成は、ボーカル、クラリネット、ギター、ベース。1日5～6回、1回約20分の演奏。

#### ジャンプロープ・キッズ
開園当時から行われていたアトモスフィア。男女混成の6人組で、ニューヨークの子供たちが縄跳びで遊ぶという設定。ダブルダッチやジャグリングをしながらの縄跳びなどを繰り広げる。
プルートと共演することもある。

#### スタテンアイランド・ラグタイムバンド
開園当時から行われていたアトモスフィア。スタテンアイランド消防署の制服を着た4人組のラグタイムバンド。構成は、クラリネット、チューバ、バンジョー、ウォッシュボード（洗濯板）

#### セイラートリオ
開園当時から行われていたアトモスフィア。セーラーカラーのついたブラウスにだぶだぶのセーラーのズボンといった水兵の扮装をした3人組がアメリカ民謡などを演奏する。
編成は、ギター、バイオリン、アコーディオン、リコーダー、ベースなどで変化する。

#### セイリングフィッシュ
カイトを揚げ、パーク内に流れるBGMに合わせて動かす。

#### ダイヤモンド・シスターズ
2017年4月1日から公演が開始されている。ニューヨークで活躍中のタップダンスグループ「ダイヤモンド・シスターズ」が新たにシンガーを加えようと、ゲストの中からオーディションを開催する。
2020年2月28日の臨時休園後、休止のまま公演終了となった。
公演情報
- 公演時間：約20分
- 公演回数：1日5～6回

#### タップ・ハッピー・トゥー
開園当時から行われていたアトモスフィア。19世紀末〜20世紀初頭のアーリージャズの曲に乗せてタップダンスを披露する男女。プルートと共演することもある。ごく稀にスクルージ・マクダックとも共演する。
通常は、機材から流れる音楽に合わせて踊るが、スタテンアイランド・ラグタイムバンドの生演奏をバックに踊る時もある。

#### ドッグキャッチャー・アクト
開園当時から行われていたアトモスフィア。三輪の自転車に乗った野犬捕獲員という設定。グリーティング中のプルートを捕まえようとする。

#### ドックサイド・ポーターズ
開園当時から行われていたアトモスフィア。赤い服を着た4人組。無伴奏で男声4部合唱を行う。バーバーショップ・ハーモニーと呼ばれるスタイル。

#### ハッピーメリージョリー
自称『ニューヨークで、一番おめでたい3人組』セイリングデイ・ブッフェ店内にてアコーディオンやバイオリン、ウォッシュボードで演奏する。

#### ファニーフィッシャーマン
開園当時から行われていたアトモスフィア。道を走るボートに乗っている。釣りに出かけるところのようだが、ゲストにからんだり、探し物をしたりしている。

#### ファン・カストーディアル
一見、通常のカストーディアル（パーク内の清掃作業キャスト）だが、パントマイムやクロースアップ・マジック、動作に合わせて音を出す（ゲストの動作に合わせて音を出すこともある）などのパフォーマンスを繰り広げる。
当初はアメリカンウォーターフロント・ニューヨークエリアでの活動が多かったが、後に他のテーマポートでも活動するようになった。
TDS開業10周年アニバーサリー期間中は、Be Magical!への出演や、ミステリアスアイランドでグーフィーと共演することもあった。
2020年2月28日の臨時休園後、休止のまま公演終了となった。

#### ベイキー&ベティ
アイルランド風の緑色ベストを着た男女2人組。ウォッシュボードでリズム打ち、バンジョーを弾きながら歌う。

#### ウィンドチェイサーズ
開園当時から行われていたアトモスフィア。高く飛びあがれるシューズを履いていたり、西洋竹馬を履いている3人組。風力を使った何かの実験を行っているという設定。

#### ウインド・ワンダラーズ
風力発電所から来た研究員のコミネ、アリア、Dr.EKの3人組。プロフェッサーのコミネが開発した「風見スティック」を使い、様々な風を求めてデータを集めている。彼らが発明したアイテムを使い、ゲストを交えて様々な風に関する実験をする。掛け声は「レッツ、カゼンジョイ！」。
2020年2月28日の臨時休園後、休止のまま公演終了となった。

#### ウェザーホイール
開園当時から行われていたアトモスフィア。大きな車輪やシンセサイザー・ドラムを乗せたワゴンなどによるミニ・パレードを行う。このパレードは、気象観測研究の成功を祝うために開催されており、音楽を奏でながら行進する。

#### G.E.T.A.ウェザーマニア
天気予報マニアのドクター・テイクイ=ハイディーと、助手マリンコが、研究成果の発表するコントを繰り広げる。研究成果は、化学実験のようなものだったり、怪しげな踊りを披露したり。
グーフィーと共演することもある。
- 2006年7月から2008年3月の間、ミート&スマイルに出演していたことがある。

#### ディスカバリー・ミュージック・トゥループ
2003年より公演開始。紫色の服を着た8人編成のブラスバンド。グーフィーやチップとデールと共演することもある。

#### マッドサイエンティスト・バンド
開園当時から行われていたアトモスフィア。白衣を羽織って、角の生えた帽子や鳥の模した帽子をかぶったブラスバンド。構成は、トランペット×2、サックス×2、トロンボーン、スーザフォン、ドラムス×2。
グーフィーやチップとデールと共演することもある。

### ロストリバーデルタ

#### アルボル・エスピリトゥ
開園当時から行われていたアトモスフィア。精霊の宿ったツリーマンを、ふたりのホーンブロアーがディジュリドゥ・ホーンという笛を吹いて誘導する。arbol espirituはスペイン語で「樹の精霊」の意。

#### オリン＆モンキーズ
開園当時から行われていたアトモスフィア。ロストリバーデルタに生息するレインフォレストモンキーを捕獲にきたオリン博士とレインフォレストモンキーたちによるコント。

#### ミュージシャンズ・オブ・デルタ
開園当時から行われていたアトモスフィア。ケーナ、サンポーニャ、ボンボといった南米民族音楽で使用される楽器でフォルクローレ系の音楽を演奏する。ロストリバーデルタを走りながら演奏したり、カヌーに乗って水上を航行しながら演奏することもある。

#### メリー・ムチャチョス
ミゲルズ・エルドラド・キャンティーナの店内に登場することのあるバンド。ギター、ベース、キーボード、ドラムス、トランペット、トロンボーン、サクソフォーンの7人構成。

#### リズミック・ピミエントス
袖の部分がオレンジ色でフリルな衣装を着たサンバ系のバンド。マシュケナダ(MAIS QUE NADA)やマンボ、ラテンアレンジの島唄などがよく演奏される。pimientosはスペイン語で「ピーマン」の意味。
ミゲルズ・エルドラド・キャンティーナの店内で演奏することもある。

#### レインフォレスト・モンキー
大八車を牽いて現れる猿たち。拾ったラジオから流れる音楽に合わせてアクロバットを披露する。

#### ロス・トレス・アミーゴス
ミゲルズ・エルドラド・キャンティーナの1階（カウンターの下の階）や河に面したテラス席の四阿でマリアッチを演奏する3人組。

### アラビアンコースト

#### ストリート・シークス
2008年4月上旬より登場。
アグラバーからやってきた絨毯商人のストリート・バンド。ギター、ベース、キーボード、ドラムス、トランペット、トロンボーン、サクソフォーンの7人構成。女性ダンサー4人や、アラジン、ジャスミンと共演することもある。

#### デザートウィンド・プレイヤーズ
開園当時から行われていたアトモスフィア。アラビア風の衣装で、ベリーダンスや剣のジャグリングといった大道芸を繰り広げる。女性2人、男性3人。

#### ファルーク&ヒズ・キャメル
開園当時から行われていたアトモスフィア。片言の日本語を話す商人ファルークが、ジャマルという名のラクダを載せた台車を牽いて現れ、ゲストにラクダや古ぼけた盆、ヘビの入った壺などさまざまな品物を売りつけようとするコントを繰り広げる。

### ミステリアスアイランド

#### ロックピープル
開園当時から行われていたアトモスフィア。岩肌をしていて、ゆっくりと動く。

## イベント別
スペシャルイベント開催時に催されるアトモスフィアも存在する。

### ディズニー・イースター

#### イースター・スプリング・バンド
2015年に開催。
ウォーターフロントパーク（アメリカンウォーターフロント）にて東京ディズニーシー・マリタイムバンドが演奏。

### ディズニー・ハロウィーン

#### スケルトンのストリートパーティー
2013年および2014年に開催。
2013年はアメリカン・ウォーターフロント（ニューヨークエリア）のみだったが、2014年はメディテレーニアンハーバーおよびロストリバーデルタでも開催されている。

#### ヴィランズ・ハロウィーン・パーティー
2015年から2018年に開催。

#### カスバ・マジックトリート
2015年から2018年に開催。

### クリスマス期間

#### クリスマス・ジャズバンド
ジャズアレンジしたクリスマスソングを演奏する。東京ディズニーシー・マリタイムバンドの一部メンバー。

#### クリスマス・クラシックバンド
クリスマスソングを演奏する。東京ディズニーシー・マリタイムバンドの一部メンバー。

#### マリタイム・クリスマスバンド
東京ディズニーシー・マリタイムバンド（衣装は異なる）のメンバーと、ゲスト参加によるバンド。

### ディズニー・サマーフェスティバル

#### フルータ! フルータ! フィエスタ!
2014年、2015年に開催。
ミゲルズ・エルドラド・キャンティーナ店内や周辺道路でメキシカンな楽曲演奏などを行う。

### アラジンのホールニューワールド

#### アラジンとジャスミンの結婚の祝い
アラビアンコーストで開催されるミニショー。アリ王子（アラジン）、 ジャスミン、アブー、ジーニー、ミッキーマウス、ミニーマウスが、王宮付きの楽団や舞踏家、アグラバーの街の警護団などを交えてショーを繰り広げる。

### ディズニーキッズ・サマーアドベンチャー

#### ミニパレード
2004年のディズニーキッズ・サマーアドベンチャーで開催された。
黄色いボーイスカウト風の服装に赤いチーフのコスチュームを着たミッキーマウス、ミニーマウス、ドナルドダック、グーフィー、プルートがビッグシティ・ヴィークルの車両(氷運搬車)に乗ってミニパレードを行う。
パレードコースは、ニューヨーク周遊型とケープコッド往復型がある。ニューヨーク周遊型の場合は、ドナルドダックが同乗していない。
パレード中の音楽として、東京ディズニーシーの2周年イベントミッキーのファンタスティックキャラバンで使用されたCome Set Sailの歌詞の一部を変更したものが使用された。

#### ミニキャンプショー
2005年のディズニーキッズ・サマーアドベンチャーで開催された。登場するキャラクター、車両は2004年と同じ。
ニューヨーク周遊のミニパレードの後、ウォーターフロントパークで子供を集めて体操などを行う。パレード中の音楽は、ディズニーキッズ・サマーアドベンチャーのオリジナル曲が使用された。

### ケープコッド・ジャンボリーナイト

#### ケープコッダーズ
サマーダンスの合間に登場する。ブラスバンドの場合と、4人編成のバンド(クラリネット、チューバ、バンジョー、ボーカル)の場合がある。また、タップダンスを行う男女が加わる場合もある。

### ドラマティック・ディズニーシー2005

#### イタリアンフラッグ・スクワッド (ドラマティック・ディズニーシー2005版)
(正式名称不明)
通常のイタリアンフラッグ・スクワッドと異なり、白いシャツ、黒いパンツスタイルで赤、黒の旗を操る。
2006年のニューヨーク"お正月"フェスティバルにも登場した。

#### 楽士隊
(正式名称不明)
3人の楽士による演奏。構成はバイオリン、ギター、アコーディオン。マンマ・ビスコッティーズ・ベーカリーの屋外テーブルを演奏して巡る。
後にトリオ・メロディーアとして登場するアトモスフィアと同じ衣装。

#### 各テーマポートの守護女神のグリーティング
(正式名称不明)
各テーマポートに、守護女神が登場し、写真撮影会などを行った。

#### 道化師
(正式名称不明)
花を売るパフォーマンスをする道化師。花籠が重くて持ち上げられないといったパントマイムを行い、ゲストに花籠を持たせ、その怪力に驚く。

### ディズニー・リズム・オブ・ワールド

#### ジャミターズ
ジャミターズ(JAMMitors)はディズニー・リズム・オブ・ワールド開催前にステージに登場していた清掃労働者(janitors)に扮した3人組。スチールドラム缶、塵取りなどを叩いてセッションを行っていた。

#### ストローリング・リズム
ディズニー・リズム・オブ・ワールドのショー出演者たちが 民族楽器を打ち鳴らしながら練り歩く。各エリア毎に別れてミニショーを行う。2005年、2006年に開催されているが、ストローリング・リズムの名称が付いたのは2006年のみ。

#### ミュージシャンズ・オブ・メロディー
ディズニー・リズム・オブ・ワールド・ファイナル(2006年)期間中に、ホテル・ミラコスタのレストランで開催された。1人もしくは2人のミュージシャンがレストラン内を訪れ、ディズニー関連の楽曲を演奏する。各レストランに登場したミュージシャンの楽器は以下の通り。
- ギター（ベッラ・ビスタラウンジ）
- ギター、アコーディオン（オチェーアノ）
- 二胡（シルクロード・ガーデン）

### ディズニー・パイレーツ・サマー

#### 海賊グリーティング
2017年から2019年開催。2017年はメディテレーニアンハーバーとロストリバーデルタにて、2018年と2019年はメディテレーニアンハーバーにて行われた。
- 個性豊かな海賊たちがグリーティングやパフォーマンスを行う[10]。
- バルボッサ海賊団の二人組、教官のフェルナンデス・スピピアーノ・コモレッタ・ドン・ゴメス・デラミスタ・ピエール・マウントバッテン・チャールズ・コン（通称「コン教官」）と手下のポンがゲストを一人前の海賊にするトレーニングを行う[10]。

#### パイレーツ・キャンティーナ・フィエスタ
2017年、2018年に開催。
ミゲルズ・エルドラド・キャンティーナ店内で海賊に扮したバンドがシーシャンティ（Ten Thousand Miles Awayなど）の楽曲を演奏する。